# Hans Woschnagg
Hans Woschnagg (polno ime Johan Nepomuk Franz Woschnagg), slovensko-nemški župan, poslanec, podjetnik in tovarnar, * 13. maj 1862, Šoštanj, † 21. marec 1911, Catania

## Življenje
Hans Woschnagg je bil rojen v družini šoštanjskega usnarja in kasneje industrialca Franza Xaverja Woschangga in Marije Woschnagg (rojena Kramer) kot najstarejši izmed devetih otrok. Skupaj z bratom Franzom Woschnaggom je vodil tovarno usnja v Šoštanju Lederwerke von Franz Woschnagg  na prehodu iz 19. v 20. stoletje, v času ko je po vplivu, pomenu in obsegu to podjetje doživelo svoj višek. Tako Franz kot Hans sta se v svojih mladostnih letih sprva praktično izpopolnjevala tako v domači tovarni kot tudi v tujini. Zaradi več let praktičnih izkušenj sta v očetovem podjetju uvajala razne novosti in postopoma postala solastnika koncerna. 
Hans Woschnagg je bil aktiven v gospodarstvu in tudi družbenem ter kasneje političnem življenju. Deloval je v Schallthaler Spar und Creditverein Schönstein (Šoštanjski Hranilnici in posojilnici), bil je prostovoljni gasilec (Freiwillige Feuerwehr), deloval je kot šoštanjski župan v zadnjih letih Avstro-Ogrske monarhije in bil v letih 1908 in 1909 izvoljen za deželnega poslanca.
Hans Woschnagg se je poročil z Rafaelo Negri iz Celja in v zakonu sta se jima rodila dva otroka, hčer Suzana in sin Hans Erich. Tako kot njegov oče Franz Xaver in njegov brat Franz se je tudi Hans v naraščajočem nacionalnem boju med nemštvom in slovenstvom na Spodnjem Štajerskem odločil ter zastopal nemško stran. Umrl je leta 1911, star 48 let v Cataniji na Siciliji. Pokopan je bil v Celju.